# چارلی فینک
چارلی فینک (انگلیسی: Charlie Fink؛ زادهٔ ۱۶ مهٔ ۱۹۸۶) موسیقی‌دان، ترانه‌سرا، خواننده، تهیه‌کننده و فیلم‌ساز اهل انگلستان است. وی از سال ۲۰۰۶ میلادی تاکنون مشغول فعالیت بوده‌است. او بیشتر به خاطر خوانندگی و نوازندگی در گروه نوا اند ده ویل و آهنگسازی برای تئاتر شناخته شده‌است. او توسط ساندی تایمز به عنوان «یکی از جسورترین و خلاق‌ترین ترانه‌سرایان بریتانیا» شده‌است. ایونینگ استاندارد هم او را «یک آهنگ‌ساز تئاتر درجه یک» توصیف کرده‌است.